# Ana da Ânglia Oriental
Anna (ou Onna; falecido em 653 ou 654) foi um rei da Ânglia Oriental da segunda metade da década de 630 até sua morte. Ana era um membro da família dos Ufingas, a dinastia reinante dos anglos orientais. Ele foi um dos três filhos de Eni, rei da Ânglia Oriental, ascendendo ao trono após seu provável irmão Ecgrico ser morto na batalha por Penda de Mércia. Ana foi elogiado por Beda por sua devoção ao cristianismo e era reconhecido pela santidade de sua família: seu filho Jurmino e todas as suas filhas - Sexburga de Ely, Eteldreda de Ely, Etelburga de Faremoutiers e uma possível quarta filha, Vitburga de Dereham - foram canonizadas.
Pouco se sabe sobre a vida de Ana, ou sobre seu reinado, já que poucos registros deste período sobreviveram. Em 631 ele pode ter ido a Exning, próximo ao Dique do Diabo. Em 645 Cenualho da Saxônia Ocidental foi expulso de seu reino por Penda e, devido à influência de Anna, ele se converteu ao cristianismo, enquanto vivia como exilado na corte da Ânglia Oriental. Após seu retorno do exílio, Cenualho restabeleceu o cristianismo em seu próprio reino e as pessoas de Wessex, em seguida mantiveram-se firmemente cristãs. Em meados de 651 a terra ao redor Ely foi absorvida pela Ânglia Oriental East, depois do casamento da filha de Ana, Eteltrida. Após o ataque em 651 por Penda no mosteiro de Cnoberesburgo, que Ana ricamente doou, ele foi forçado por Penda a fugir para o exílio. Ele pode ter viajado para o reino ocidental da Magonsaete e retornou em meados de 653, mas a Ânglia Oriental foi atacado novamente por Penda logo depois e, na Batalha de Bulcamp, o exército da Ânglia Oriental, liderado por Ana, foi derrotado pelos mercianos, e Ana e seu filho Jurmino foram mortos. Ele foi sucedido por seu irmão, Etelério. O mosteiro de Botolph em Iken pode ter sido construído em homenagem ao rei. Após o reinado de Ana, o reino da Ânglia Oriental parece ter sido ofuscada por seu vizinho mais poderoso, Mércia.